# Levocetirizin
Levocetirizin je třetí generace nesedativního antihistaminika. Je vyvinut z antihistaminového cetirizinu druhé generace. Chemicky je levocetirizin jednoduše izolovaný levotočivý enantiomer cetirizinu (což je racemát). V léčivech se používá zpravidla v podobě soli – dihydrochloridu.